# LEDA
LEDA er en foreningen for Leksikografer i Danmark, der samler ordbogsforfattere og folk, som beskæftiger sig teoretisk eller praktisk med ordbøger. Den blev etableret i 1989. LEDA har knap 100 medlemmer (2008), og udgiver sit eget tidsskrift (LEDA-nyt) og holder 4 medlemsmøder om året med foredrag.